# 1982 en Alberta
Chronologie de l'Alberta
- 1978
- 1979
- 1980
- 1981
- 1982
- 1983
- 1984
- 1985
- 1986

Cette page concerne des événements qui se sont produits durant l'année 1982 dans la province canadienne de l'Alberta.

## Politique
- Premier ministre : Peter Lougheed (Parti progressiste-conservateur)
- Chef de l'Opposition: Grant Notley (en) (Nouveau Parti démocratique) (face au sortant Raymond Speaker (en) (Parti Crédit social))
- Lieutenant-gouverneur: Frank C. Lynch-Staunton (en)
- Législature: 18e (en) puis 19e (en)

## Événements
- Mise en service :

Le drapeau de la communauté francophone des Franco-albertains de l'Alberta au Canada.

  - de la Bell Tower, immeuble de bureaux de 130 mètres de hauteur située à demonton[1].
  - du  First Canadian Center, immeuble de bureaux de 167 mètres de haut situé à Calgary[2].
  - du Nexen Building, immeuble de bureaux de 152 mètres de hauteur situé à Calgary[3].
  - de la Scotia Place 1, tour de bureaux de 113 mètres de hauteur située à Edmonton[4].
  - du Sun Life Plaza - North immeuble de bureaux de 114 mètres de hauteur situé 140 4 Avenue SW à Calgary[5].

- 17 février : le candidat de la Western Canada Concept (en) Gordon Kesler remporte l'élection partielle provinciale d'Olds-Didsbury (en) à la suite de la démission du créditiste sociale Robert Curtis Clark (en) le 30 novembre 1981 et devient le premier (et unique) candidat et séparatiste à être élu dans la province et à l'extérieur du Québec.

- Mars : un certain œuvre du nom de Jean-Pierre Grenier a créé le drapeau franco-albertain qui devient le symbole du peuple des francophone de la province et qui sera adopté par l'Association canadienne-française de l'Alberta.

- 5 octobre : Laurie Skreslet (en) devient la première albertaine et canadienne à escalader le mont Everest dans l'Himalaya.

- 2 novembre : le Parti progressiste-conservateur de Peter Lougheed remporte l'élection générale pour un quatrième mandat majoritaire consécutif avec 75 candidats élus contre le Nouveau Parti démocratique de Grant Notley (en) qui forme l'Opposition officielle pour la première fois de son histoire avec 2 candidats élus et deux indépendants Walt Buck (en) dans Clover-Bar (en) et Raymond Speaker (en) dans Little Bow ont réussi à être réélus. Le Parti Crédit social, le Mouvement réformiste (en) et la Western Canada Concept (en) sont complètement rayées de la carte.

## Naissances
- Deborah Willis, nouvelliste canadienne bilingue née à Calgary en 1982.

- 5 janvier : Adrian Foster (né à Lethbridge), joueur professionnel canadien de hockey sur glace[6],[7].
- 27 janvier : Megan Elizabeth Wright, née Metcalfe  à Edmonton, athlète canadienne, spécialiste du 5 000 mètres.
- 28 janvier : Keltie Colleen, danseuse, chorégraphe et mannequin canadienne. Elle est née  à Sherwood Park.

- 3 février : Bruce Mulherin (né à Red Deer), joueur professionnel canadien de hockey sur glace.
- 5 février : Marc Kennedy, né à Saint Albert (Alberta), curleur canadien.

- 1 mars : Brian Sutherby (né à Edmonton), joueur de hockey sur glace professionnel évoluant dans la Ligue nationale de hockey au poste de centre.
- 21 mars : Joshua Kutryk, astronaute canadien né à Fort Saskatchewan [8].

- 3 avril : Deryk Engelland (né à Edmonton), joueur professionnel canadien de hockey sur glace[9]. Il a été repêché en sixième ronde, 194e au total par les Devils du New Jersey.

- 2 mai : Blythe Hartley (née à Edmonton), plongeuse canadienne.
- 6 mai : Kyle Keith Shewfelt (né à Calgary), gymnaste canadien. Il est le premier canadien de l'histoire à avoir obtenu une médaille d'or en gymnastique lors des Jeux olympiques.
- 11 mai : Cory Monteith, acteur et chanteur canadien né à Calgary et mort le 13 juillet 2013 à Vancouver en Colombie-Britannique[10].
- 27 mai : Natalie Katherine Neidhart née à Calgary, catcheuse (lutteuse professionnelle) canadienne. Elle travaille actuellement à la World Wrestling Entertainment,  dans la division Raw, sous le nom de Natalya.

- 16 juin : Carla MacLeod (née à Edmonton), joueuse de hockey sur glace canadienne, membre de l'équipe du Canada de hockey sur glace féminin.
- 30 juin : Ben Thomson (né à Coaldale), joueur professionnel canadien de hockey sur glace.

- 25 juillet : David Nimmo (né à St. Albert), joueur professionnel canadien de hockey sur glace.
- 28 juillet : Dominic Imhof, footballeur canadien, né  à Grande Prairie.

- 3 août : Jesse Lumsden, joueur de  football canadien puis bobeur canadien, né à Edmonton.
- 25 août : Connor James (né à Calgary) , joueur professionnel de hockey sur glace.

- 5 octobre : Shawn Germain (né à Saint-Paul), joueur professionnel canadien de hockey sur glace.
- 21 octobre : Jim Henderson (né à Calgary), lanceur de relève droitier des Ligues majeures de baseball.
- 30 octobre : Chad Krowchuk, né à Edmonton, acteur canadien.

- 23 novembre : Colby Armstrong (né à Lloydminster), joueur professionnel canadien de hockey sur glace. Il évoluait au poste d'ailier droit. Il est actuellement analyste pour les matchs de hockey sur Sportsnet[11].
- 30 novembre : Elisha Ann Cuthbert, actrice canadienne, née à Calgary. Elle a acquis une renommée internationale pour ses rôles de Kim Bauer, la fille de Jack Bauer dans la série américaine 24 heures chrono, de Carly dans La Maison de cire et de Danielle Clark dans The Girl Next Door.

- 5 décembre : Zina Kocher, née à Red Deer, biathlète canadienne. Elle a participé trois fois aux Jeux olympiques et est monté sur un podium en Coupe du monde.